# James Scott Negley

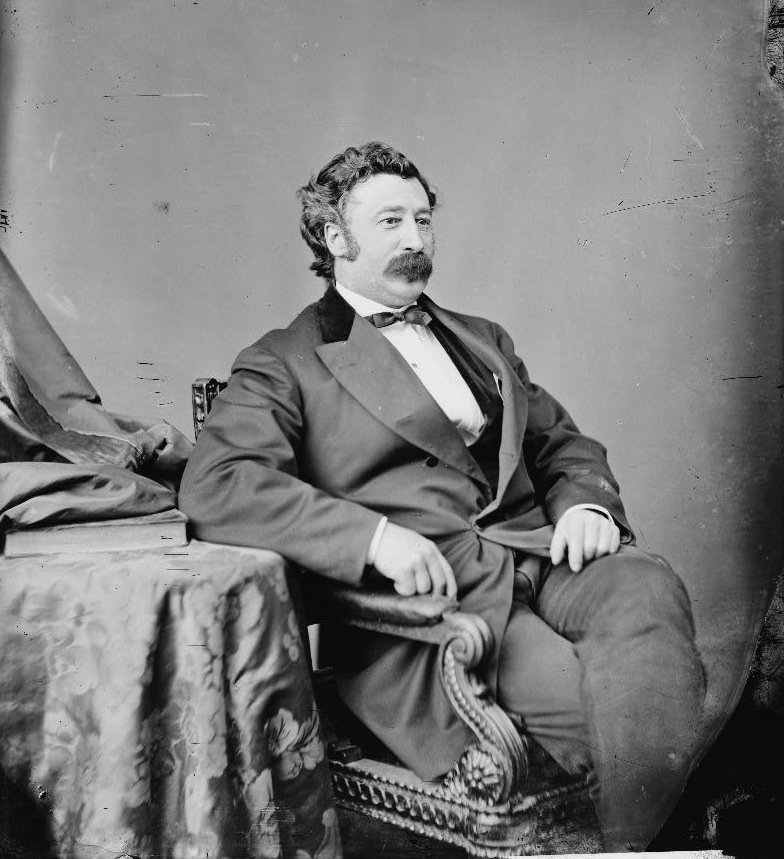
James Scott Negley

James Scott Negley (* 22. Dezember 1826 in East Liberty, Allegheny County, Pennsylvania; † 7. August 1901 in Plainfield, New Jersey) war ein US-amerikanischer Politiker und General der Union im Bürgerkrieg. Zwischen 1869 und 1875 sowie nochmals von 1885 bis 1887 vertrat er den Bundesstaat Pennsylvania im US-Repräsentantenhaus.

## Werdegang
James Negley besuchte die öffentlichen Schulen seiner Heimat und studierte danach an der Western University of Pennsylvania, der heutigen University of Pittsburgh. Während des Mexikanisch-Amerikanischen Krieges diente er in einer Freiwilligeneinheit aus Pennsylvania. Nach dem Krieg war er in der Landwirtschaft und im Gartenbau tätig. Während des Bürgerkrieges diente er zunächst als Brigadegeneral und ab November 1862 als Generalmajor im Heer der Union. Er nahm an mehreren Schlachten teil und wurde zwischenzeitlich vorübergehend nach einer Niederlage seines Kommandos enthoben. Im Januar 1865 schied er aus dem Militärdienst aus. Danach betätigte er sich im Eisenbahngeschäft. Außerdem schlug er als Mitglied der Republikanischen Partei eine politische Laufbahn ein.
Bei den Kongresswahlen des Jahres 1868 wurde Negley im 22. Wahlbezirk von Pennsylvania in das US-Repräsentantenhaus in Washington, D.C. gewählt, wo er am 4. März 1869 die Nachfolge von James K. Moorhead antrat. Nach zwei Wiederwahlen konnte er bis zum 3. März 1875 drei Legislaturperioden im Kongress absolvieren. In diese Zeit fiel die Ratifizierung des 15. Verfassungszusatzes. Im Jahr 1874 wurde er nicht wiedergewählt.
Zwischen 1874 und 1878 sowie nochmals von 1882 bis 1888 gehörte Negley dem Bundesvorstand der Bundesvereinigung kriegsbehinderter Soldaten (National Home for Disabled Volunteer Soldiers) an. Bei den Wahlen des Jahres 1884 wurde er erneut im 22. Distrikt seines Staates in das US-Repräsentantenhaus gewählt, wo er am 4. März 1885 James Herron Hopkins ablöste. Da er im Jahr 1886 nicht bestätigt wurde, konnte er bis zum 3. März 1887 nur eine weitere Amtsperiode im Kongress verbringen. James Negley starb am 7. August 1901 in Plainfield und wurde in Pittsburgh beigesetzt.